# Ribkauri's
Ribkauri's (Triviidae) zijn een familie van weekdieren uit de klasse van de Gastropoda (slakken).

## Onderfamilies
- Triviinae Troschel, 1863